# George Bell
Pour les articles homonymes, voir George Bell et Bell.
George Antonio Mathey Bell, né le 21 octobre 1959 à San Pedro de Macorís (République dominicaine), est un ancien voltigeur de baseball qui a joué dans les Ligues majeures de 1981 à 1993. Il s'est surtout illustré avec les Blue Jays de Toronto, pour qui il a joué neuf saisons.
Frappeur de puissance ayant participé trois fois au match des étoiles du baseball majeur, George Bell a été nommé joueur par excellence de la Ligue américaine en 1987 après une saison de 47 circuits et 134 points produits.

## Vie personnelle
George Bell est le frère aîné d'un ancien joueur des Ligues majeures, Juan Bell.

## Carrière
George Bell commence sa carrière en 1981 avec les Blue Jays de Toronto. Après une saison 1982 dans les mineures, on le voit sporadiquement avec le grand club en 1983 avant de se tailler définitivement un poste dans les majeures en 1984. Il frappe la longue balle de façon régulière, avec des saisons de 28, 26 et 31 coups de circuits. 
Le 5 octobre 1985, il effectue le dernier retrait d'un match contre les Yankees de New York qui confirme le premier championnat de division de l'histoire des Blue Jays. L'équipe canadienne s'incline toutefois contre Kansas City dans la toute première Série de championnat de la Ligue américaine à être jouée en 7 parties.
En 1987, il frappe 47 circuits (second plus haut total dans l'Américaine) et domine la ligue avec 134 points produits. Il est élu joueur par excellence de la saison. Ses 47 circuits sont un record de franchise pour un joueur des Blue Jays, et la marque ne sera battue qu'en 2010 par José Bautista. Bell est le premier membre des Blue Jays à être élu meilleur joueur de la ligue, et sera le seul jusqu'à Josh Donaldson en 2015.
Après une saison de 27 circuits et 97 points produits en 1988. Le 4 avril, il devient le premier joueur de l'histoire à frapper trois circuits lors du match d'ouverture, en claquant trois face aux Royals de Kansas City et leur as lanceur Bret Saberhagen.
Bell voit sa production de coups de quatre buts chuter à 18 en 1989 mais il produit en revanche 104 points. Le 28 mai 1989, il frappe un circuit en 10e manche pour donner au Jays une victoire de 7-5 sur les White Sox de Chicago et mettre fin au dernier match disputé au stade de l'Exposition nationale de Toronto. Huit jours plus tard, le 5 juin 1989, Bell frappe le deuxième circuit de l'histoire du SkyDome (maintenant appelé Rogers Centre), au premier match des Blue Jays dans leur nouveau domicile.
En 1990, il frappe 21 circuits et produit 86 points. À la fin de l'année, il signe comme agent libre avec les Cubs de Chicago. 
À sa seule saison chez les Cubs, en 1991, il frappe 25 circuits et produit 86 points. Le 30 mars 1992, George Bell est échangé aux White Sox de Chicago en retour du lanceur Ken Patterson et du frappeur de puissance et future vedette des Cubs, Sammy Sosa.
Bell ajoute 25 circuits en 1992 et produit 112 points. Il prend sa retraite à l'issue de la saison de baseball 1993. Il a été utilisé comme frappeur désigné lors de ses deux saisons chez les White Sox.
En 1587 parties jouées en carrière, George Bell a maintenu une moyenne au bâton de ,278 avec 265 circuits, 1002 points produits, 1702 coups sûrs et 814 points marqués. Il a remporté le Bâton d'argent en 1985, 1986 et 1987. Il a été invité au match des étoiles en 1987, 1990 et 1991.
Les Blue Jays de Toronto n'ont jamais retiré le numéro 11 porté par Bell pendant 9 saisons avec l'équipe (la franchise n'a d'ailleurs jamais retiré aucun numéro) mais l'ont honoré en 1996 en faisant de lui l'un des 9 membres du Rogers Centre's Level of Excellence, dédié aux joueurs et aux personnalités ayant marqué l'histoire du club.